# استان لینارس
استان لینارس (به اسپانیایی: Provincia de Linares) یکی از چهار استان منطقه Maule	 شیلی است. مرکز استان شهر لینارس است.